# Dasera
Dasera (nep. दसेरा) – gaun wikas samiti w zachodniej części Nepalu w strefie Bheri w dystrykcie Jajarkot. Według nepalskiego spisu powszechnego z 2001 roku liczył on 1165 gospodarstw domowych i 6518 mieszkańców (3189 kobiet i 3329 mężczyzn).